# Kevin Hermansson

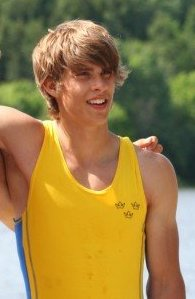
Kevin Hermansson

Kevin Charles Jonathan Hermansson, född den 13 mars 1990 i Göteborg, är en svensk roddare. Han debuterade för landslaget 2006 och har tävlat på två världsmästerskap, 2008 och 2009.
Kevin började sin roddkarriär i Kungälv år 2001 och studerade sedan 2006-2009 på riksidrottsgymnasiet för rodd i Strömstad.
Han tog som junior sitt första SM-guld i klassen dubbelsculler herrar lättvikt år 2008, tillsammans med Dennis Bernhardsson. 
Under fem år i rad vann han SM för juniorer i singelsculler och tog flera guld i diverse lagbåtsklasser.
Kevin var landslagsaktuell från 2006 då han debuterade i scullerfyra på Baltic cup i Poznań, Polen.
2007 tävlade Kevin istället i singelsculler på Baltic cup och kom fyra, 
efter bland andra den då regerande juniorvärldsmästaren, Hagen Rothe
År 2008 vann Kevin den internationella juniorregattan i Brno, Tjeckien och kvalificerades för Junior-VM i Linz, Österrike. Där tog han en överraskande sjundeplats och han var den som var allra närmast juniorvärldsmästaren Aleksandar Aleksandrov i tid med endast 7 tiondelar när de möttes i kvartsfinalen på 2000m.
År 2009 stråkade Kevin en lättviktsscullerfyra på senior U23-VM tillsammans med Oscar Russberg, John Knutsson och Dennis Bernhardsson. De slutade på en 8:e plats med en tid på 6:00.90.
Under perioden 2006-2010 tog Kevin också en rad medaljer i diverse andra internationella regattor.
Sedan början på 2009 ingick Kevin tillsammans med Dennis Bernhardsson, Oscar Russberg, John Knutsson och Carl Kars i en besättningsatsning mot OS under namnet "lättviktsprojektet".
Inom Sverige tävlar Kevin för Kungälvs Roddklubb.

## Utmärkelser
- Bo P. Kaisers stipendium för framstående roddare i Sverige 2008
- Stipendiet för goda tävlingsresultat ur Martin Werthén-Fengsborn minnesfond 2008.[14]
- Årets idrottsprofil i Kungälv 2009.